# Pomare I
Pōmare I (khoảng năm 1753 - ngày 3 tháng 9 năm 1803) (còn được gọi là Tu, Tinah hay Outu, hoặc chính thức hơn là Tu-nui-e-a'a-i-te-atua) là một vị vua, người tạo lập Vương Quốc Tahiti và là người sáng lập ra triều đại Pōmare và từ năm 1788 đến khi thoái vị vào năm 1791 để nhường ngôi cho con. Tuy vậy, ông vẫn là người nắm quyền cai trị thực tế với tư cách là nhiếp chính trong thời kỳ đầu cai trị của con trai, người kế vị của ông, Pomare II từ năm 1791 đến khi ông qua đời năm 1803.

## Tiểu sử
Pomare I sinh vào khoảng năm 1753 ở Pare, Đảo Tahiti, ông có tên khai sinh là Tu, mẹ ông là bà Tetupaia-i-Hauiri, cha ông là Teu Tunuieaite Atua.

## Liên kết
- Angela Ballara: Pōmare I, Dictionary of New Zealand Biography